# Doina (okręg Neamț)
Doina – wieś w Rumunii, w okręgu Neamț, w gminie Girov. W 2011 roku liczyła 287 mieszkańców.